# St. Johns (rzeka)
St. Johns (ang. St. Johns River) – najdłuższa i najważniejsza rzeka stanu Floryda w USA. Jej długość wynosi około 500 km, a powierzchnia dorzecza blisko 23 tys. km². Jest jedną z nielicznych rzek tego kraju o kierunku przepływu południe - północ. Ze względu na duże znaczenie dla historii Stanów Zjednoczonych w 1998 roku została przez Amerykańska Agencję Ochrony Środowiska uhonorowana tytułem jednej z 10 American Heritage Rivers (Rzeki Amerykańskiego Dziedzictwa) i objęta szczególną ochroną.
Najważniejszymi miejscowościami leżącymi w pobliżu rzeki są: Sanford, Orlando, Palatka, De Land i Jacksonville.